# آمفنیکل

کلرامفنیکل

تیامفنیکل

آمفنیکل یا آمفنیکول‌ها(به انگلیسی: Amphenicol) نوعی از آنتی‌بیوتیک‌ها با ساختار فنیل‌پروپانوئید هستند. این دسته از آنتی‌بیوتیک‌ها با مسدود کردن آنزیم پپتیدیل ترانسفراز در زیر واحد  50S  ریبوزوم باکتری‌ها اثر می‌کنند.
کلرامفنیکل، تیامفنیکل، آزیدامفنیکل و فلورفنیکل نمونه‌هایی از این دسته داروها هستند. اولین ترکیب کشف شده از این دسته کلرامفنیکل بود که در سال ۱۹۴۹ معرفی شد. کلرامفنیکل در ابتدا به عنوان یک محصول طبیعی کشف شد، اما اکنون تمام آمفنیکل‌ها با استفاده از سنتز شیمیایی ساخته می‌شوند. 